# Choca-lisa
Choca-lisa (nome científico: Thamnophilus aethiops) é uma espécie de ave pertencente à família dos tamnofilídeos. Pode ser encontrada na Bolívia, Brasil, Colômbia, Equador, Peru e Venezuela.
Seu nome popular em língua inglesa é "White-shouldered antshrike".

Seu canto é descrito como uma "série suave de grunhidos nasais igualmente espaçados."